# Guemps
Guemps település Franciaországban, Pas-de-Calais megyében. Lakosainak száma 1092 fő (2022. január 1.). Guemps Marck, Ardres, Nortkerque, Offekerque és Les Attaques községekkel határos.

## Népesség
A település népességének változása:
| Lakosok száma | 1060 | 1109 | 1118 | 1092 | 1086 | 1097 | 1112 | 1116 | 1092 |
|               | 2013 | 2015 | 2016 | 2017 | 2018 | 2019 | 2020 | 2021 | 2022 |